# Isabelle Buchstaller
Isabelle Buchstaller ist eine deutsche Sprachwissenschaftlerin. Sie hat die Professur für englische Sprachwissenschaft an der Universität Duisburg-Essen inne.

## Leben
Isabelle Buchstaller schloss 1999 ihr Studium der Anglistik und Romanistik mit Staatsexamen und Magister Artium an der Universität Konstanz ab. 2004 promovierte sie an der Universität von Edinburgh mit einer Dissertation mit dem Titel „The sociolinguistic constraints on the Quotative system: British English and US English compared“. Im Jahr 2005 war sie als Postdoc an der Universität von Stanford tätig. Von 2006 bis 2011 arbeitete sie an der Universität von Newcastle in England als Lecturer. Im Jahr 2011 übernahm sie die Professur für englische Varietäten an der Universität Leipzig, welche sie bis zu ihrem Wechsel an die Universität Duisburg-Essen 2017 innehatte.

## Forschungsschwerpunkte
Buchstallers Schwerpunkte im Bereich der Soziolinguistik sind Sprachwandel und Sprachvariation, Dialektologie und Sprachkontaktforschung.

## Publikationen (Auswahl)
- mit A. Mearns, A. Auer & A. Lerche-Krause “Exploring age-related changes in the realisation of (t): Panel research from Tyneside”. English World Wide, 2022, 43 (3): 297-329.
- mit K. Beaman (Hrsg.) Language Variation and Language Change across the Lifespan: Theoretical and Empirical Perspectives. Routledge, 2021.
- mit K. Beaman, S. Fox & J. Walker (Hrsg.) Socio-Grammatical Variation and Change, Routledge, 2020.
- Quotatives: New Trends and Sociolinguistic Implications. Wiley-Blackwell, 2014.
- mit I. van Alphen (Hrsg.) Quotatives: Cross-linguistic and Cross-disciplinary Perspectives, John Benjamins, 2012.